# Luisa Arrambide de Pacanins
Luisa Arrambide Roldán (La Guaira, ca. 1797 - San Juan, 27 d'agost de 1825), més coneguda com Luisa Arrambide de Pacanins, va ser una intel·lectual i independentista veneçolana.

## Biografia
Luisa Arrambide va néixer a La Guaira vers 1797. Els seus pares van ser el comerciant basc Juan Javier de Arrambide i Petronila Roldán. El mateix any en què se situa el seu naixement, el seu pare va ser acusat de participar en la conspiració de Gual i España, moviment en favor de la independència, i va ser perseguit per les autoritats colonials.
Més endavant, casa seva es va convertir en un centre de reunions de caràcter cultural, intel·lectual i polític, on hi van participar personatges de l'època com Simón Bolívar i Tomás Montilla. De fet, alguns historiadors assenyalen que Bolívar va cortejar-la, però Arrambide va rebutjar-lo per, entre altres motius, trobar-lo «molt pretensiós». A més del vessant cultural, les reunions van servir també d'excusa per tractes assumptes relatius al moviment independentista per part de grups clandestins.
El 1814, després de l'entrada del militar reialista José Tomás Boves a Caracas, va ser condemnada a ser assotada de manera pública en la plaça de San Juan (avui de Capuchinos) per la seva participació en favor de la independència. Simón Bolívar, que aquell any es trobava a Jamaica, es va referir a aquest episodi en un dels seus articles periodístics i va afirmar que la «bellíssima Luisa Arrambide» va morir després del càstig. Tanmateix, això no és cert. Hom afirma que Arrambide va suportar el càstig sense vessar una lágrima, mentre que el seu germà Juan Javier sí va ser assassinat després de la captura de Caracas per Boves.
Vers el 1820-1821 Arrambide s'havia establert a Puerto Rico, moment en què també va contraure matrimoni amb Tomás Pacanins Nicolao, amb qui va tenir cinc fills. Va morir arran de complicacions del darrer part, als 28 anys, tot hi haver rebut l'assistència personal del metge José María Vargas.